# Macrognathus lineatomaculatus
Macrognathus lineatomaculatus is een straalvinnige vissensoort uit de familie van de stekelalen (Mastacembelidae). De wetenschappelijke naam van de soort is voor het eerst geldig gepubliceerd in 2010 door Britz.